# Great Victoria Street
Great Victoria Street a Belfast, in Irlanda del Nord, è un'importante arteria stradale situata nel centro della città ed è una delle strade importanti utilizzate dai pedoni che scendono dalla stazione ferroviaria di Belfast Great Victoria Street e che percorrono strade per lo shopping come Royal Avenue.
La strada si collega con Donegall Road e Lisburn Road che sono anche collegate a Shaftesbury Square nella direzione sud e verso Donegall Square nella direzione nord, che collega Howard Street a Donegall Place.
La stessa strada fu chiamata in onore della regina Vittoria. Presenta il Monumento alla lavoratrice sconosciuta, che si trova in un importante percorso a piedi fino alla stazione ferroviaria di Belfast Great Victoria Street. Ci sono anche diverse chiese situate lungo la strada.
La stazione che è un terminal, probabilmente progettata dall'ingegnere ferroviario dell'Ulster Railway John Godwin, fu completata nel 1848. Nell'aprile 1976, le Northern Ireland Railways hanno chiuso Great Victoria Street e il capolinea della linea Bangor Queen's Quay, sostituendole con la stazione di Belfast Central. La grande stazione di Victoria Street fu demolita.
Dopo che uno studio di fattibilità fu commissionato nel 1986, fu concordato che un nuovo sviluppo sul sito, che incorporava la reintroduzione della Grande Ferrovia del Nord, era praticabile. La Great Northern Tower fu costruita sul sito del vecchio capolinea della stazione nel 1992, e la seconda stazione Queen Victoria Street fu aperta il 30 settembre 1995. Si trova a pochi metri dal sito del suo predecessore.

## Indirizzi importanti
- Grand Opera House, un teatro ornato in stile tardo vittoriano
- Crown Liquor Saloon, un pub decorato in stile tardo vittoriano
- Stazione di Belfast Great Victoria Street
- Europa Hotel, l'hotel più bombardato in Europa
- Blackstaff House, BBC Northern Ireland